# Place d'Armes-Général-de-Gaulle
La place d'Armes-Général-de-Gaulle est un monument historique situé à Neuf-Brisach, dans le département français du Haut-Rhin.

## Situation et accès
Cette place est située à Neuf-Brisach.

## Origine du nom
Cette voie porte le nom du militaire, résistant, homme d'État et écrivain français Charles de Gaulle (1890-1970).

## Historique
L'édifice fait l'objet d'un classement au titre des monuments historiques depuis 1939.

## Bâtiments remarquables et lieux de mémoire
La fontaine au centre de la place a été construite à l'origine en 1726 avec un bassin monumental en grès rose de forme octogonal. La colonne de jet est coiffée d'une fleur de lis (emblème de la royauté) et d'un soleil (emblème de Louis XIV, à qui elle était dédiée).
Elle était alimentée par un puits situé dans l'enceinte de la citadelle et servant au besoin de réserve d'eau en cas d'incendie.
La fontaine a été détruite en 1870 mais reconstruite à l'identique en 1992.